# Kostřava luční
Kostřava luční (Festuca pratensis) je tmavě zelená, „kulturní“, poměrně vysoká tráva pěstovaná ve směsích pro pícní účely. Přísluší do podčeledě vlastní lipnicovité (Pooideae).

## Rozšíření
Vyskytuje se ve volné přírodě mimo Britských ostrovů téměř v celé Evropě, v Turecku, v oblasti Kavkazu i Střední Asie, v celém mírném pásmu Ruské federace včetně západní i východní Sibiře. Její areál zasahuje i na indický subkontinent a do Pákistánu. Pěstuje se také v Severní Americe. Průběžné rozšiřování souvisí s pícním využíváním.
Roste hlavně na loukách a pastvinách, také na nezemědělských půdách na okrajích lesů, polí a cest. Je odolná vůči drsnějším klimatickým podmínkám, na vláhu je nenáročná, roste v sušších půdách a snese i přechodné zamokření, požaduje hodně světla neboť při zastínění z porostů mizí, snáší sešlapávání. Obvykle roste v místech s nadmořskou výškou do 1800 m, za příznivých klimatických podmínek i 2200 m.

## Popis
Kostřava luční je vytrvalá, volně trsnatá tráva bez výběžků, se stébly vysokými 40 až 100, mimořádně i 120 cm. Kořenová soustava je středně rozvětvená a zasahuje převážně jen 10 cm hluboko, odnožování je extravaginální (odnož proráží nejspodnější listovou pochvu). V nadzemní části tvoří 2 typy výhonků, přízemní listové a plodná stébla.
Stébla jsou přímá nebo obloukovitě vystoupavá, hladká, lysá, se 2 až 4 kolénky, nejvyšší je zhruba v půli stébla. Matně zelené listové čepele jsou 10 až 30 cm dlouhé a 3 až 8 mm široké, na spodní straně jsou hladké a lesklé, na svrchní žlábkované a na okrajích slabě drsné (jsou přítomny drobné osténky). Sklerenchymatické pletivo je na lícní straně. Přízemní listy bývají delší než stébelnaté, všechny jsou vzpřímené. Pochvy listů otevřené až k bázi jsou žlábkované, hladké a lysé, starší již nahnědlé a vláknitě rozpadavé, v pupenech jsou listy srolované. Límcovité jazýčky s tupě zoubkovaným okrajem bývají krátké, do 1 mm, poměrně velká zašpičatělá ouška jsou objímavá, lysá, srpovitého tvaru.
Laty barvy zelené nebo nafialovělé jsou řídké, dlouhé 10 až 35 cm, přímé nebo svěšené na stranu, před a po období kvetení jsou stažené. V nejspodnějším větvení laty jsou dvě nestejné větve, kratší mívá 1 až 3 klásky a delší 4 až 6. Vřeteno i větévky laty jsou hladké. Klásky jsou dlouhé od 8,5 do 15 mm (obvykle od 10 do 13 mm), mívají 5 až 13 (obvykle 7 až 8) kvítků, jejich stopky mají délku od 2 do 5 mm. Plevy jsou široce kopinaté, špičaté spodní dlouhé 2,5 až 4 mm jsou jednožilné, zaokrouhlené horní s  3,5 až 5,5 mm mají 1 až 3 žilky. Pluchy kopinatého tvaru měřící 6 až 7,5 mm jsou špičaté, mívají krátké osiny (do 4 mm délky) nebo jsou většinou bezosinné. Plušky se dvěma žilkami jsou drsné a dlouhé jako pluchy. Prašníky mají délku 3 až 4 mm, semeníky jsou lysé.
Plody jsou žlutavě šedé válcovité obilky obalené zašpičatělou pluchou. Stopečka dlouhá 1,5 až 2 mm je válcovitá, částečně odstálá, oblá, na konci se nálevkovitě rozšiřuje. Obilka je dlouhá 5 až 7 mm a široká 1,3 až 1,6 mm, do 1 gramu je jich asi 500 ks. Doba kvetení ve středoevropských podmínkách je červen a červenec. Chromozómové číslo: 2n = 14, 28.

## Význam
Kostřava luční patří mezi univerzální trávy, je významná ve všech výrobních typech, přizpůsobivá různým stanovištním podmínkám i různým způsobům využití. Patří mezi nejhodnotnější pícní druhy, je vyšlechtěna celá řada odrůd pro specifické přírodní podmínky i použití (asi 95 v EU a 10 v ČR). Její monokultury se nepěstují, je využívána při zakládání trvalých travních porostů, kde zajišťuje produkci v prvních třech letech, později její množství postupně klesá, její vytrvalost je 4 až 8 let. Je jednou ze složek travních a jetelotravních směsí pro dočasné louky a pastviny. Nevýhodou je nízká konkurenční schopnost vůči plevelům a jiným trávam. Nesnáší vysoké dávky dusíku, dobře ale využívá nižší množství statkových hnojiv.
Nejčastěji se pěstuje jako dvousečná, kdy se první seč provádí v běžných podmínkách ČR v druhé polovině května. Při druhé seči je již menší výtěžnost, neboť se již nevytvářejí plodná stébla. Lze ji využit i pro třetí seč nebo spásat. Kvalita píce s větším podílem kostřavy luční je velmi dobrá, je dobře stravitelná, se středním obsahem dusičnanů a nižším obsahem vodorozpustných sacharidů. V porovnání s jinými trávami obsahuje více beta-karotenu a fosforu. Píce je vhodná k výrobě sena, senážování i k přímému zkrmování.

## Taxonomie
Kostřava luční se vyskytuje ve dvou poddruzích:
- Kostřava luční pravá (Festuca pratensis) Huds. subsp. (pratensis)
- Kostřava luční italská (Festuca pratensis) Huds. subsp. (apennina) (De Not.) Hegi

V České republice roste nominální poddruh kostřava luční pravá, kostřava luční italská se pěstuje většinou na evropském jihu.